# Huntleya meleagris
Huntleya meleagris é uma espécie de planta do gênero Huntleya e da família Orchidaceae.

## Taxonomia
A espécie foi descrita em 1837 por John Lindley.
Os seguintes sinônimos já foram catalogados:  
- Batemannia meleagris albidofulva  (Lem.)
- Huntleya albidofulva  Lem.
- Huntleya meleagris albidofulva  (Lem.) Cogn.
- Zygopetalum meleagris albidofulvum  (Lem.) G.Nicholson
- Batemannia meleagris  (Lindl.) Rchb.f.
- Zygopetalum meleagris  (Lindl.) G.Nicholson
- Zygopetalum meleagris  (Lindl.)

## Forma de vida
É uma espécie epífita e herbácea.

## Descrição
Flores com sépalas e pétalas ovadas e ápice agudo de tamanho subigual, dando aparência geral de "estrelada", labelo de mesma forma com calo fimbriado.

## Conservação
A espécie faz parte da Lista Vermelha das espécies ameaçadas do estado do Espírito Santo, no sudeste do Brasil. A lista foi publicada em 13 de junho de 2005 por intermédio do decreto estadual nº 1.499-R.

## Distribuição
A espécie é encontrada nos estados brasileiros de Bahia, Espírito Santo, Paraná, Rio de Janeiro, Santa Catarina e São Paulo.
Em termos ecológicos, é encontrada no domínio fitogeográfico de Mata Atlântica, em regiões com vegetação de floresta estacional semidecidual e floresta ombrófila pluvial.